# Gnathostrangalia elliptica
Gnathostrangalia elliptica là một loài bọ cánh cứng trong họ Cerambycidae.